# Miconia stenocardia
Miconia stenocardia är en tvåhjärtbladig växtart som beskrevs av Célestin Alfred Cogniaux. Miconia stenocardia ingår i släktet Miconia och familjen Melastomataceae. Inga underarter finns listade i Catalogue of Life.